# Centraal Museum
Le Centraal Museum est un musée d'art situé à Utrecht. La maison Schröder de Rietveld et la dick bruna huis (nl) en font aussi partie.

## Histoire
À l'origine, le musée était consacré à l'art local et était situé dans l'hôtel de ville. C'est en 1921 qu'il accueillit plusieurs collections privées, prenant le nom de Musée central, et qu'il déménagea dans l'Agnietenstraat, dans un ancien monastère, aujourd'hui un Rijksmonument, c'est-à-dire un bâtiment classé.

## Collections
- Histoire de la ville d'Utrecht
- Art antérieur à 1850
- Art moderne
- Arts appliqués
- Mode

## Quelques œuvres conservées

### Peintures

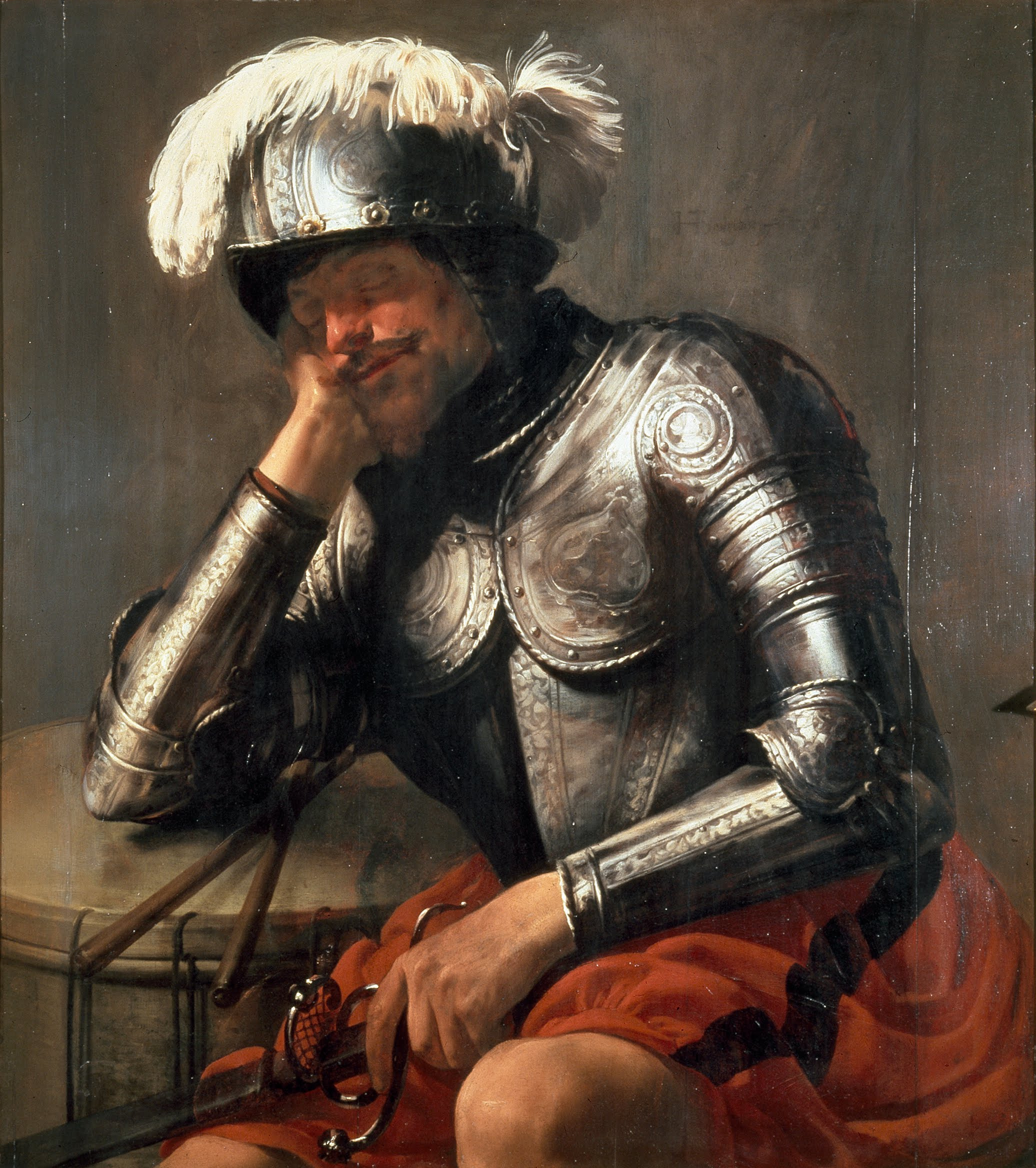
Hendrick ter Brugghen, Mars dormant, 1629
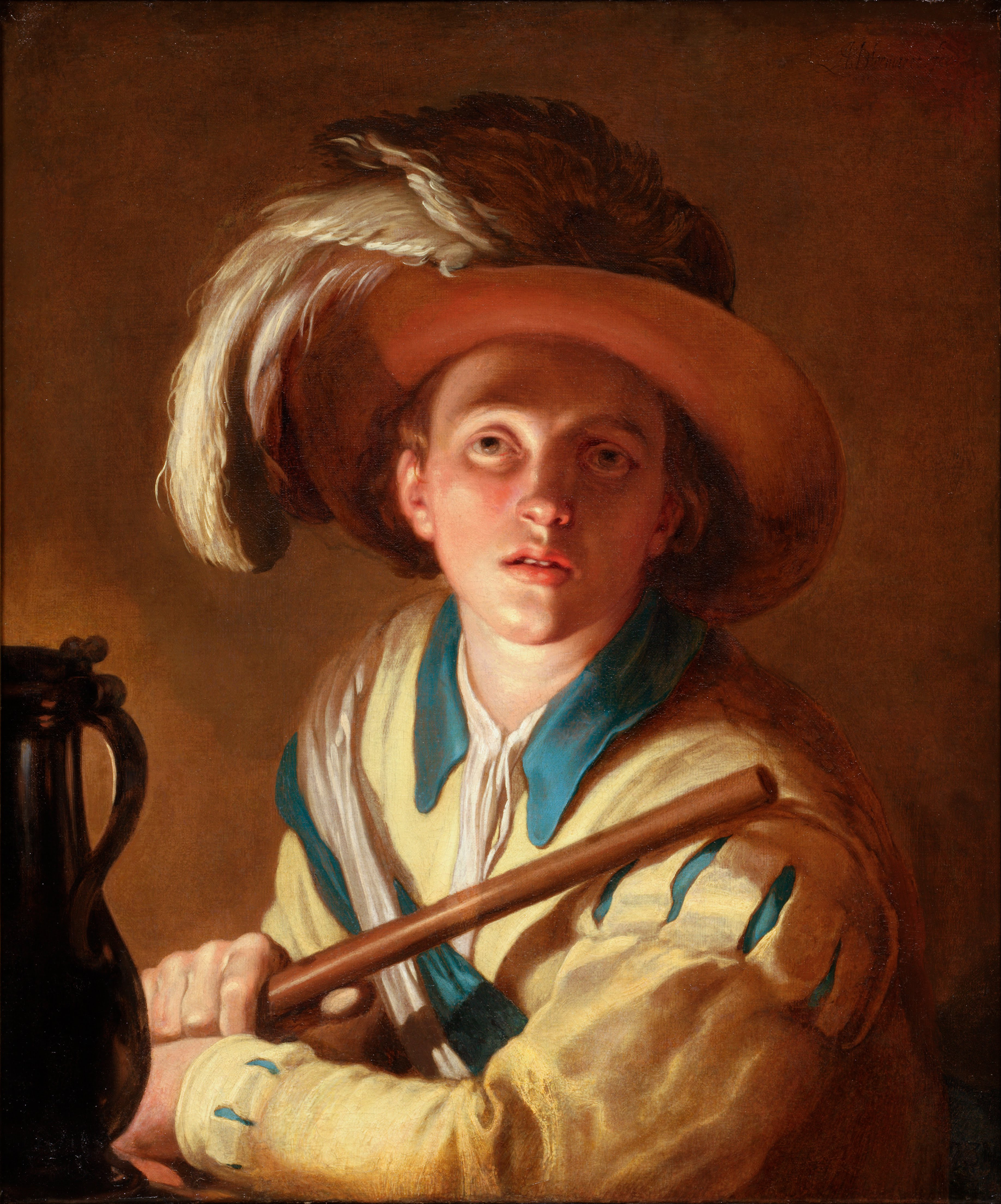
Abraham Bloemaert, Le Joueur de fûte, 1621
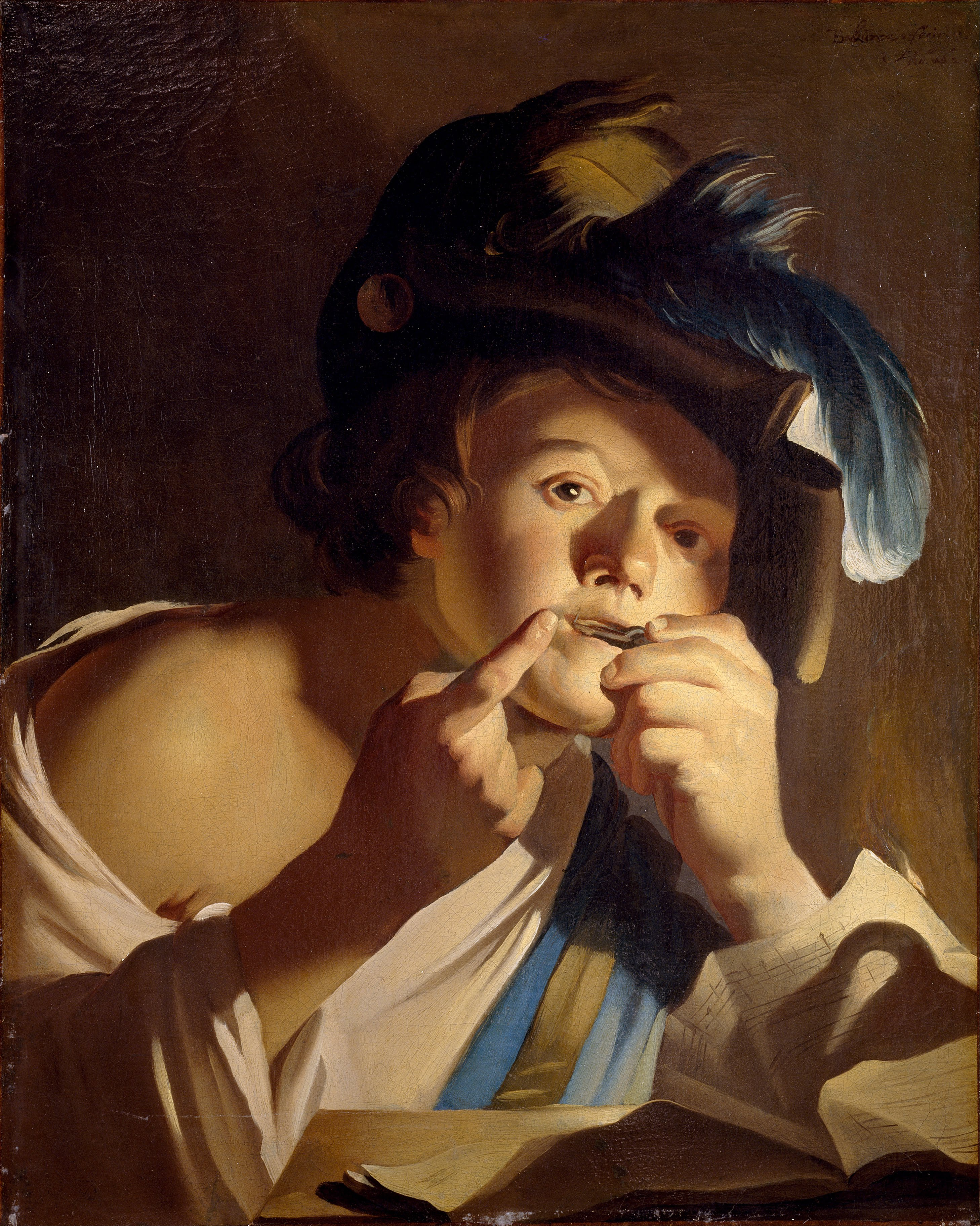
Dirck van Baburen, Jeune homme avec une guimbarde, 1621
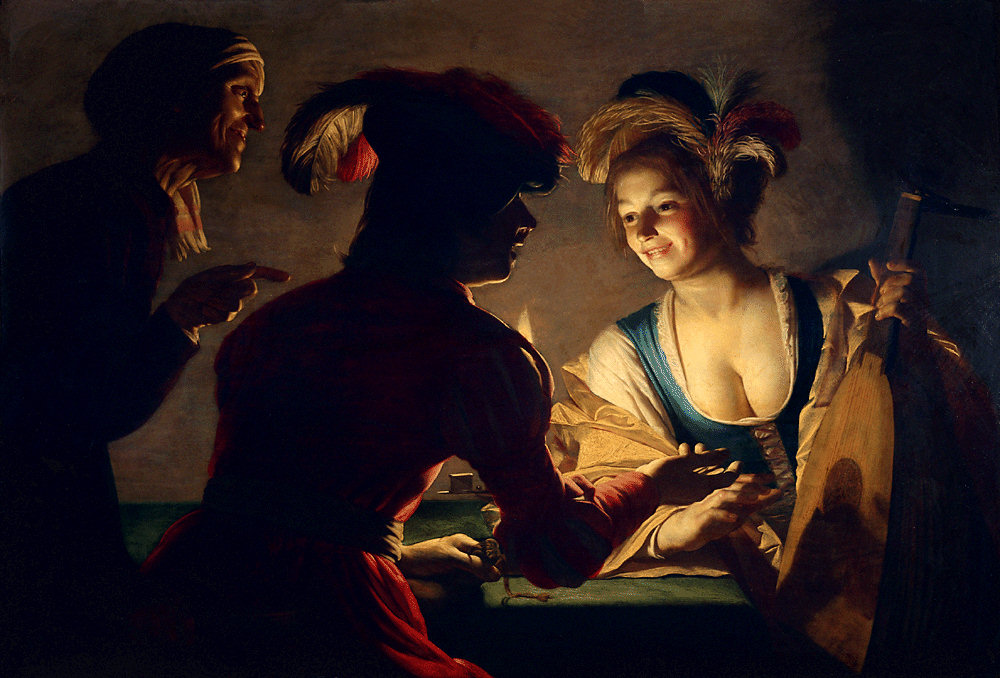
Gerrit van Honthorst, Le Marieur, vers 1625
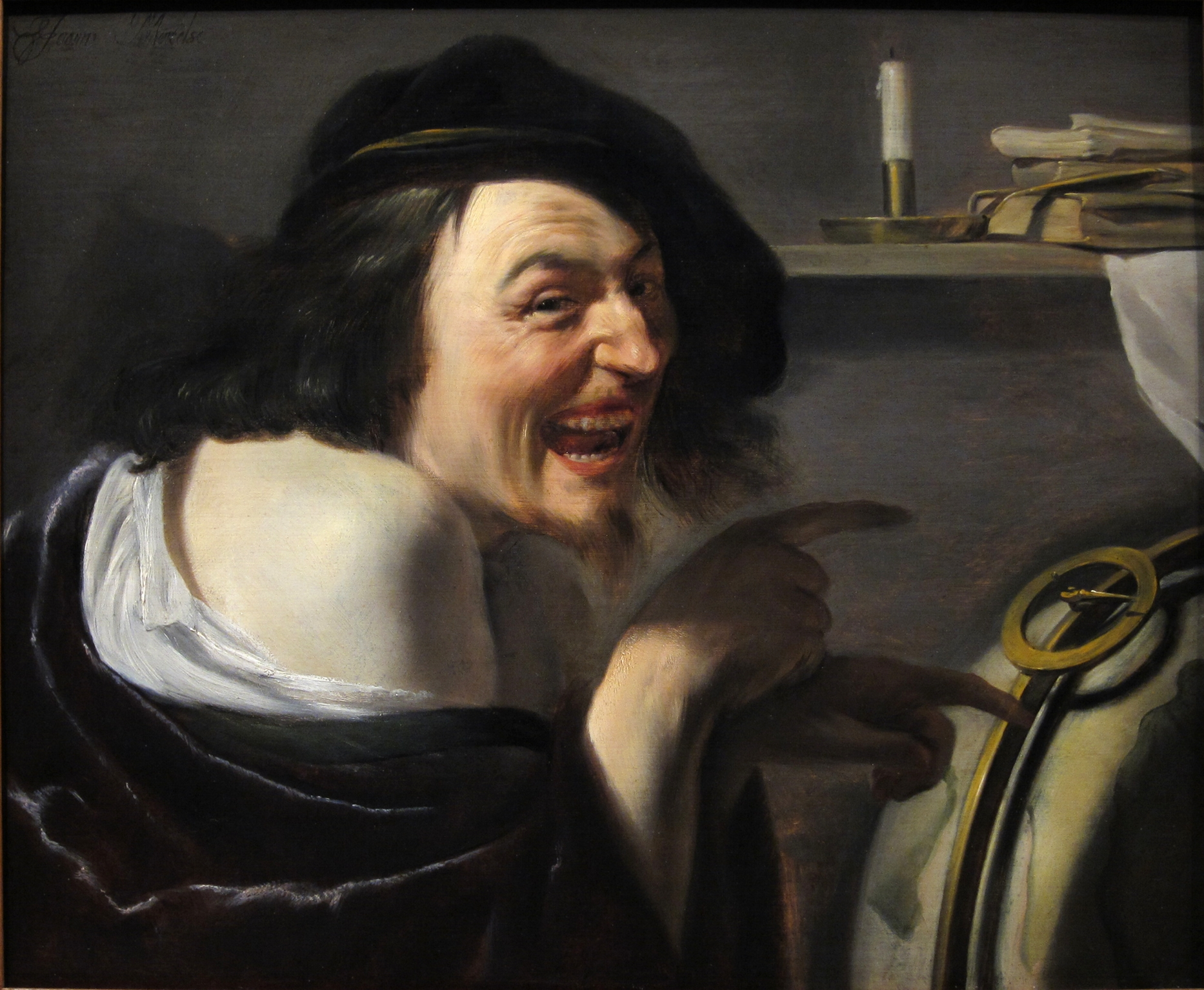
Johannes Moreelse, Démocrite, vers 1630
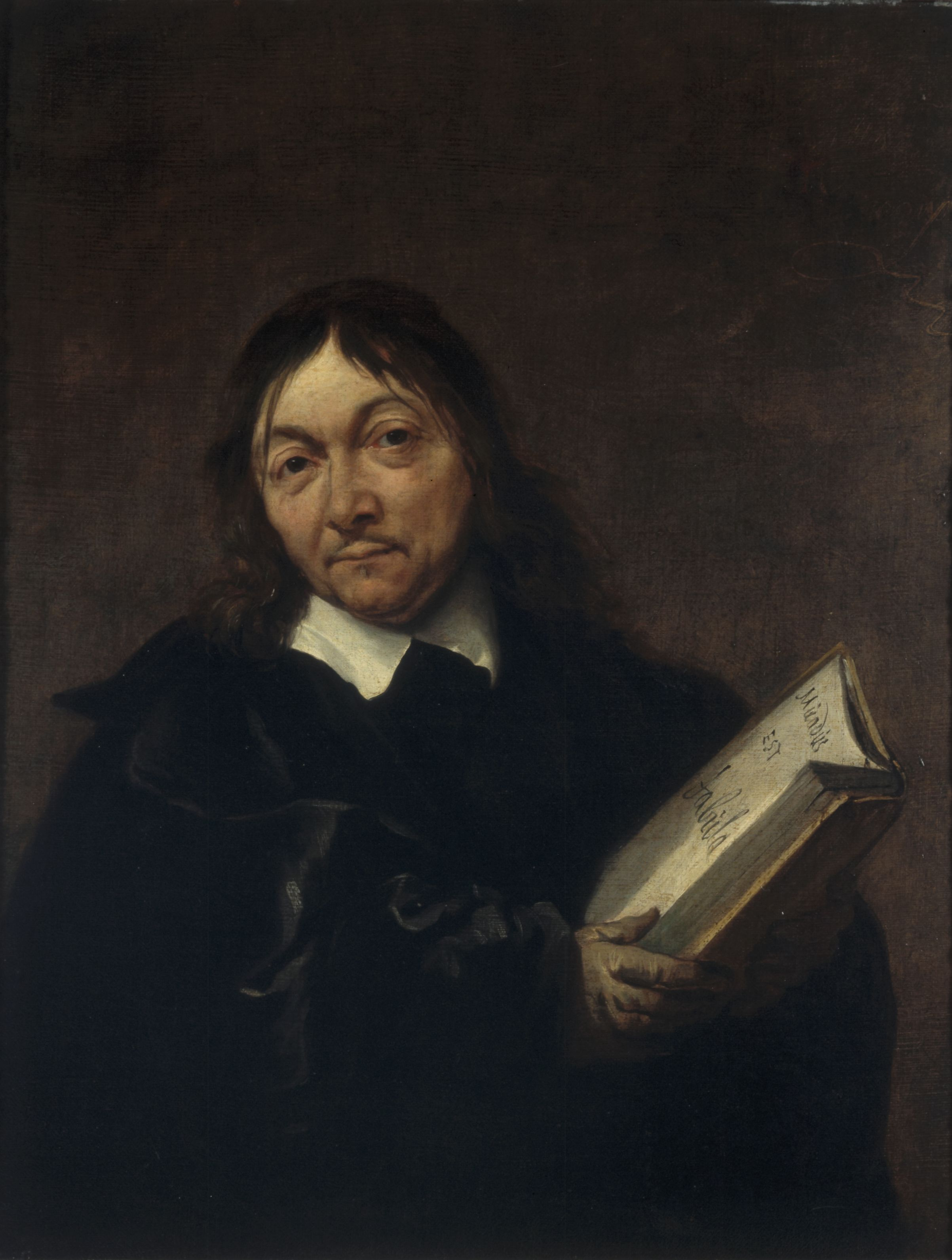
Jan Baptist Weenix, Portrait de René Descartes, vers 1648
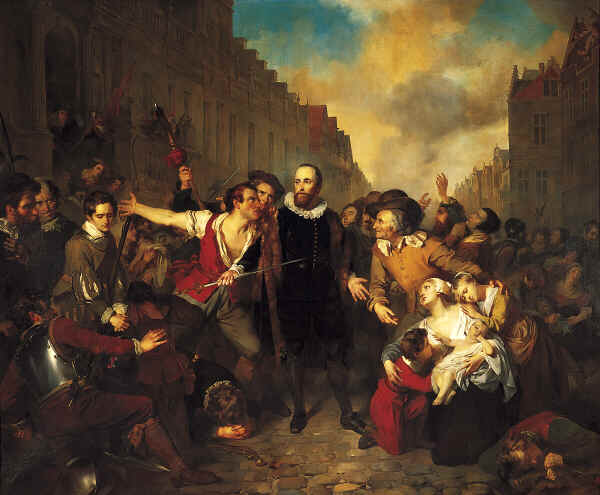
Gustave Wappers, Le Sacrifice du maire Pieter van der Werff, 1829
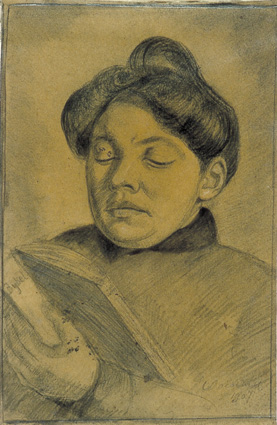
Theo van Doesburg, Portrait d'Agnita Feis, 1907
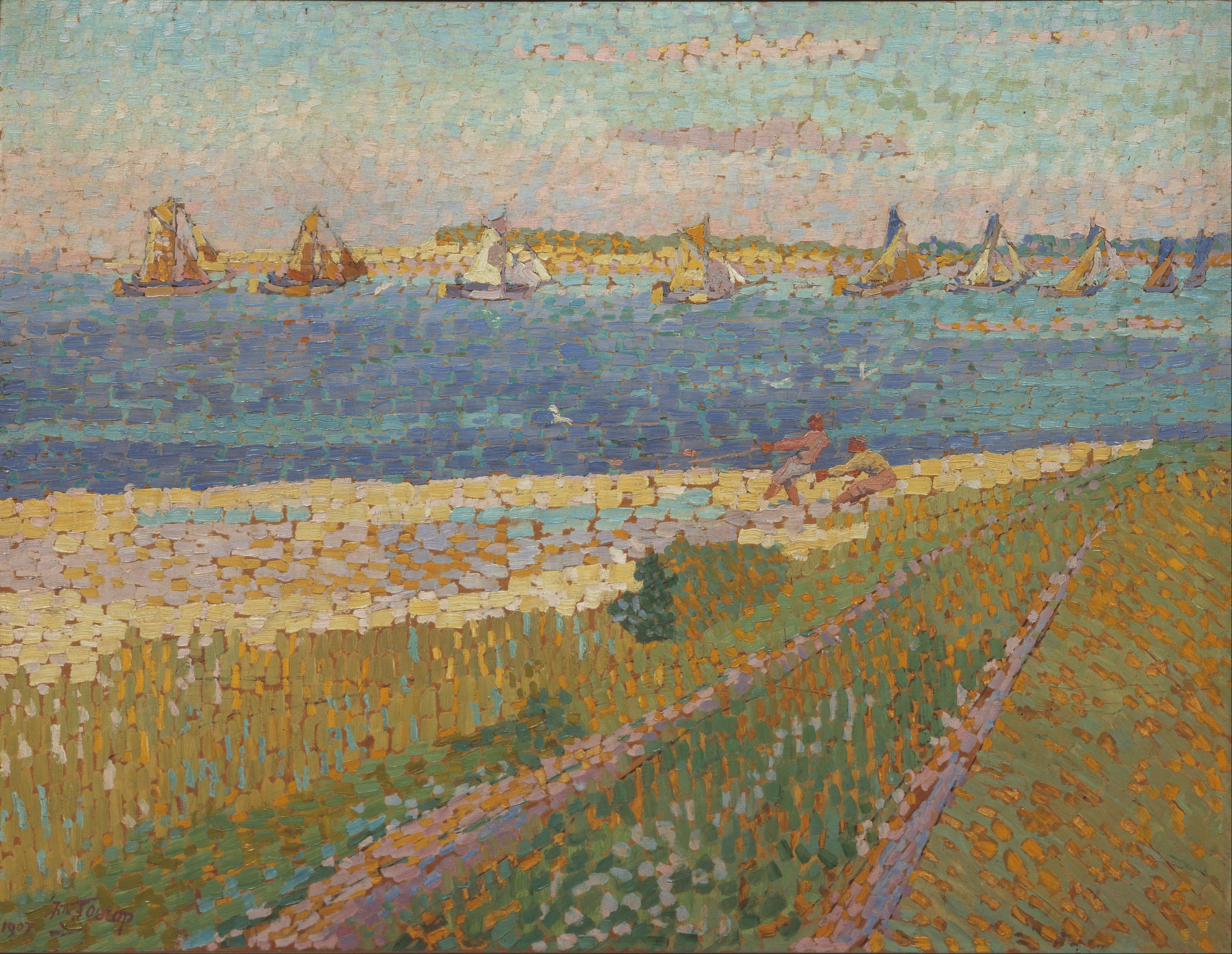
Jan Toorop, L'Escaut près de Veere, 1907
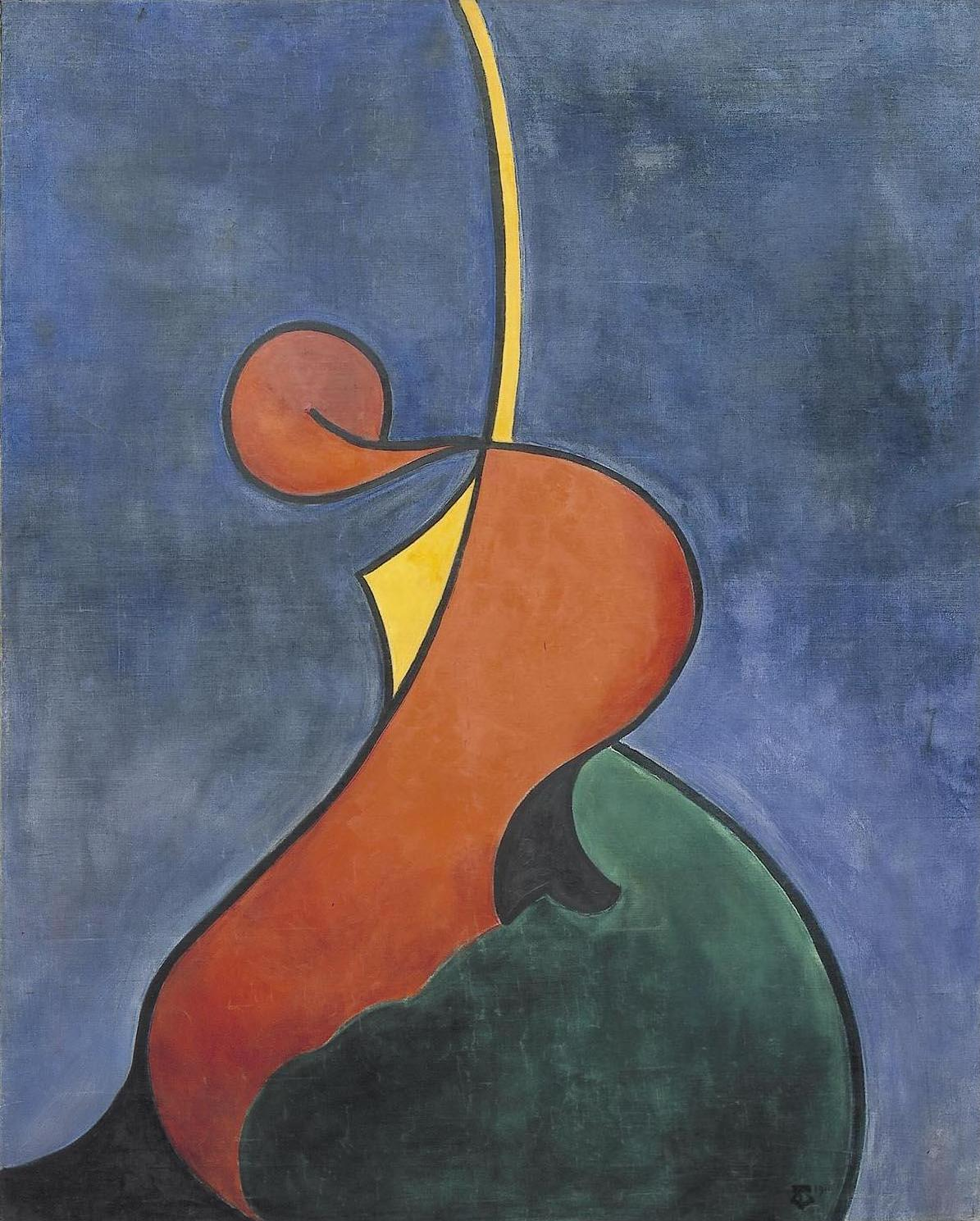
Theo van Doesburg, Mouvement héroïque, 1916

### Autres

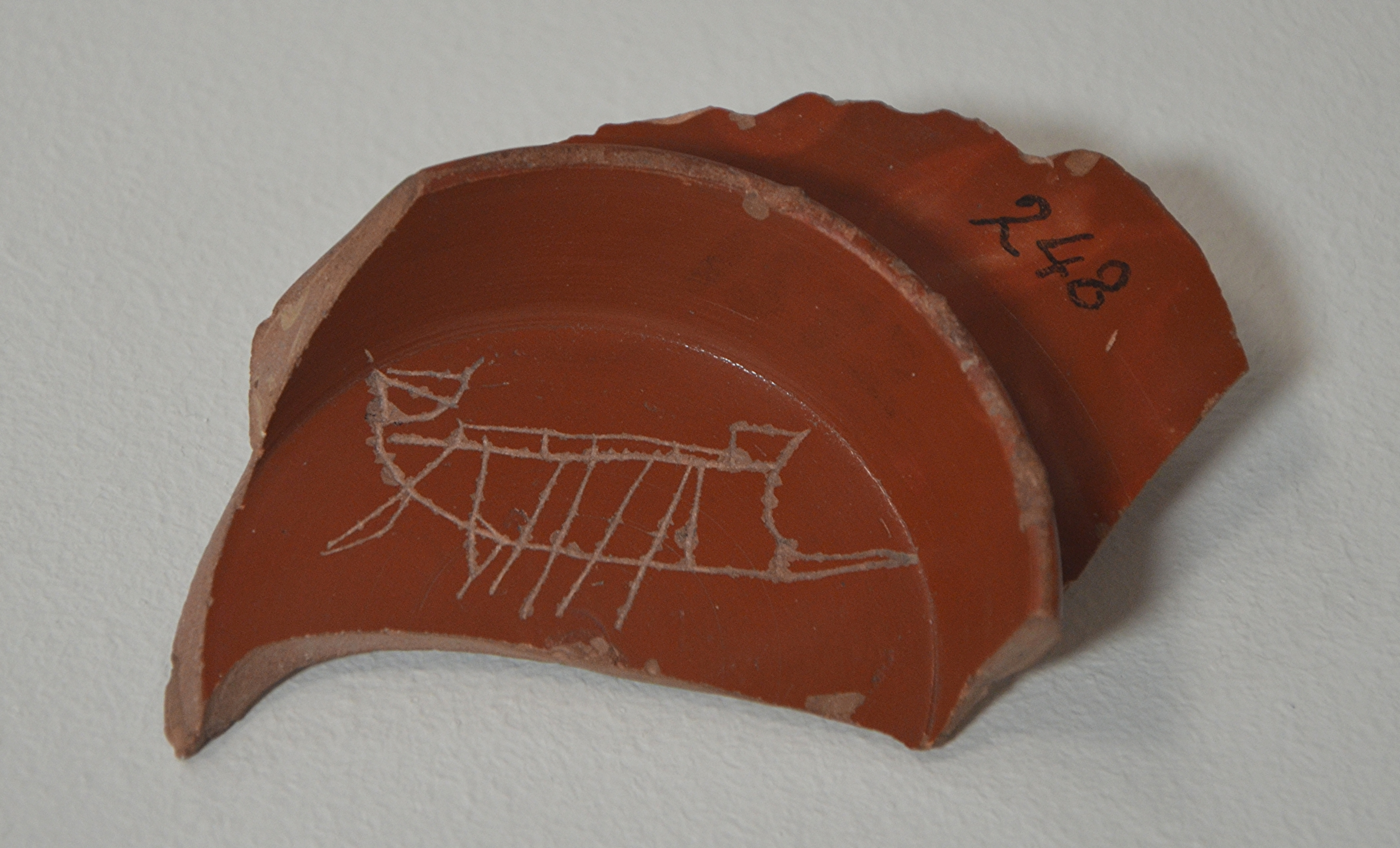
Fragment d'une assiette en céramique sigillée de l'Antiquité romaine
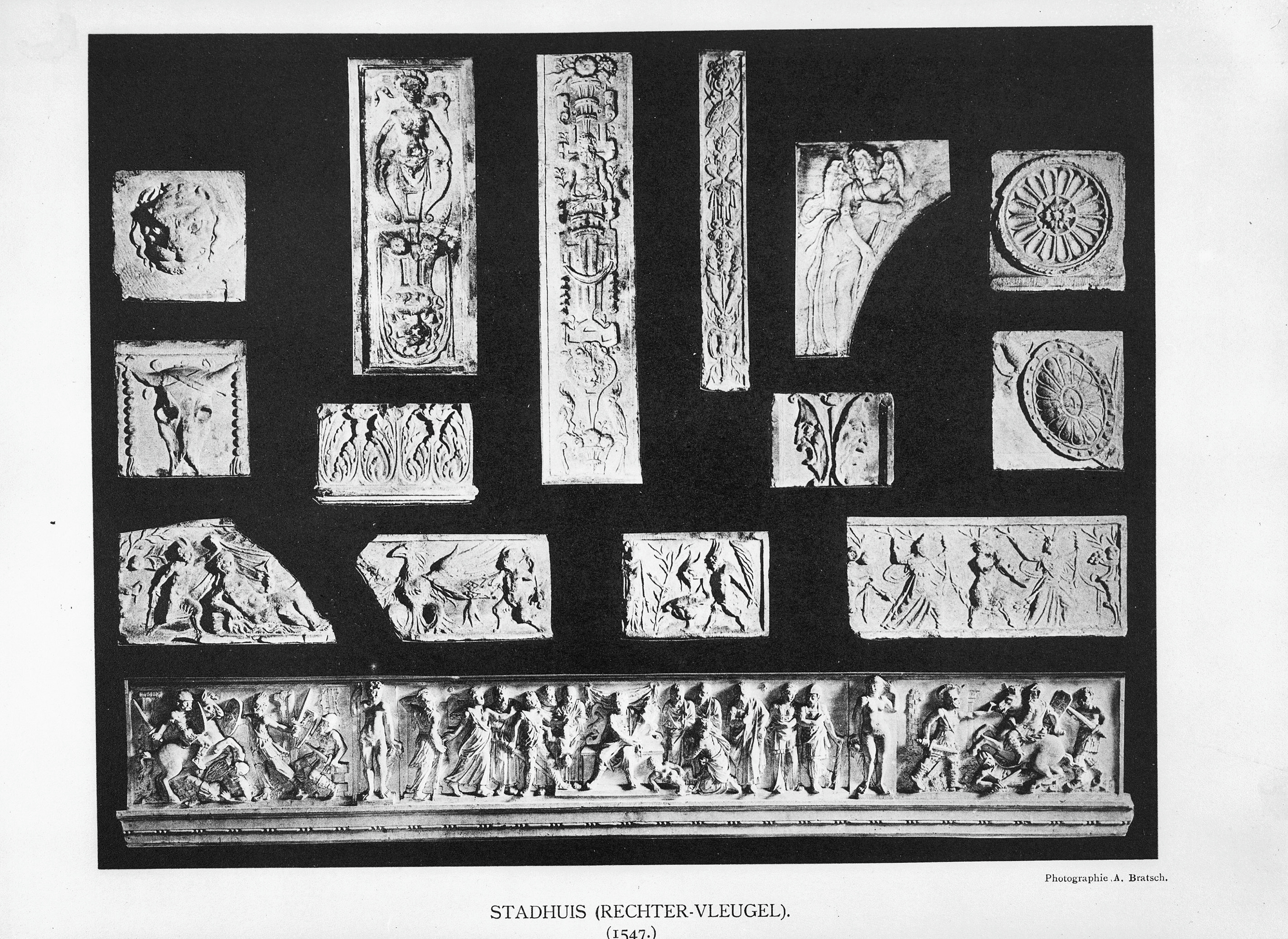
Fragments de sculpture
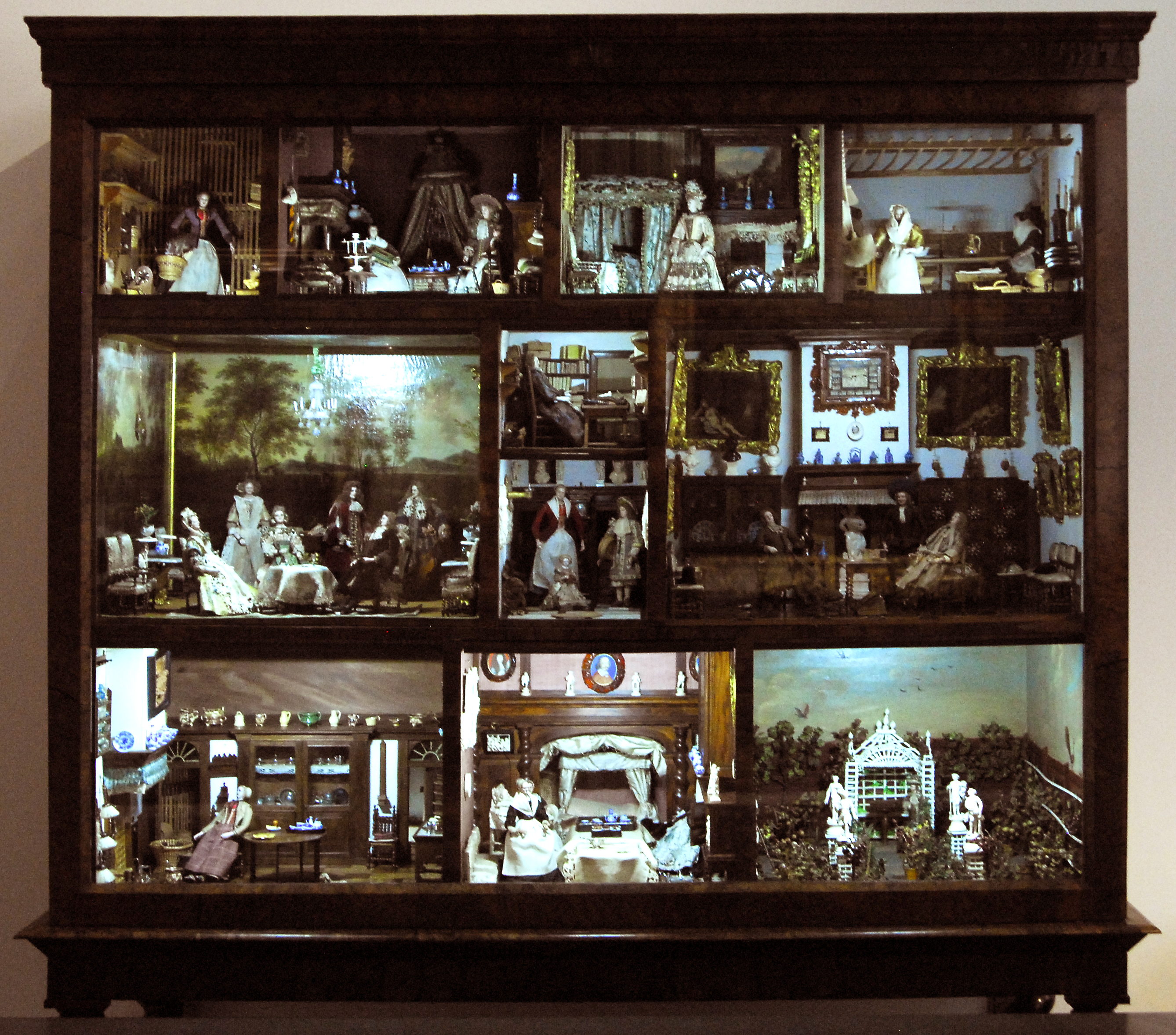
Maison de poupée de Petronella de la Court (nl), 1670-1690
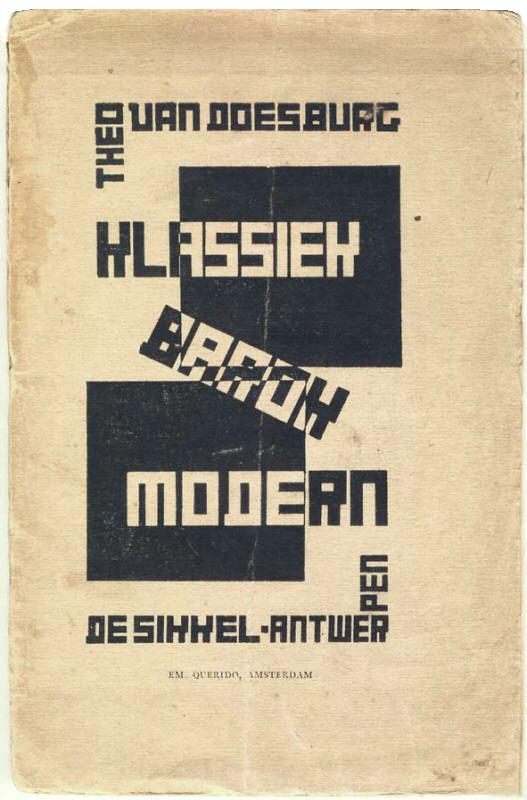
Couverture du livre de Theo van Doesburg Klassiek-Barok-Modern[2].
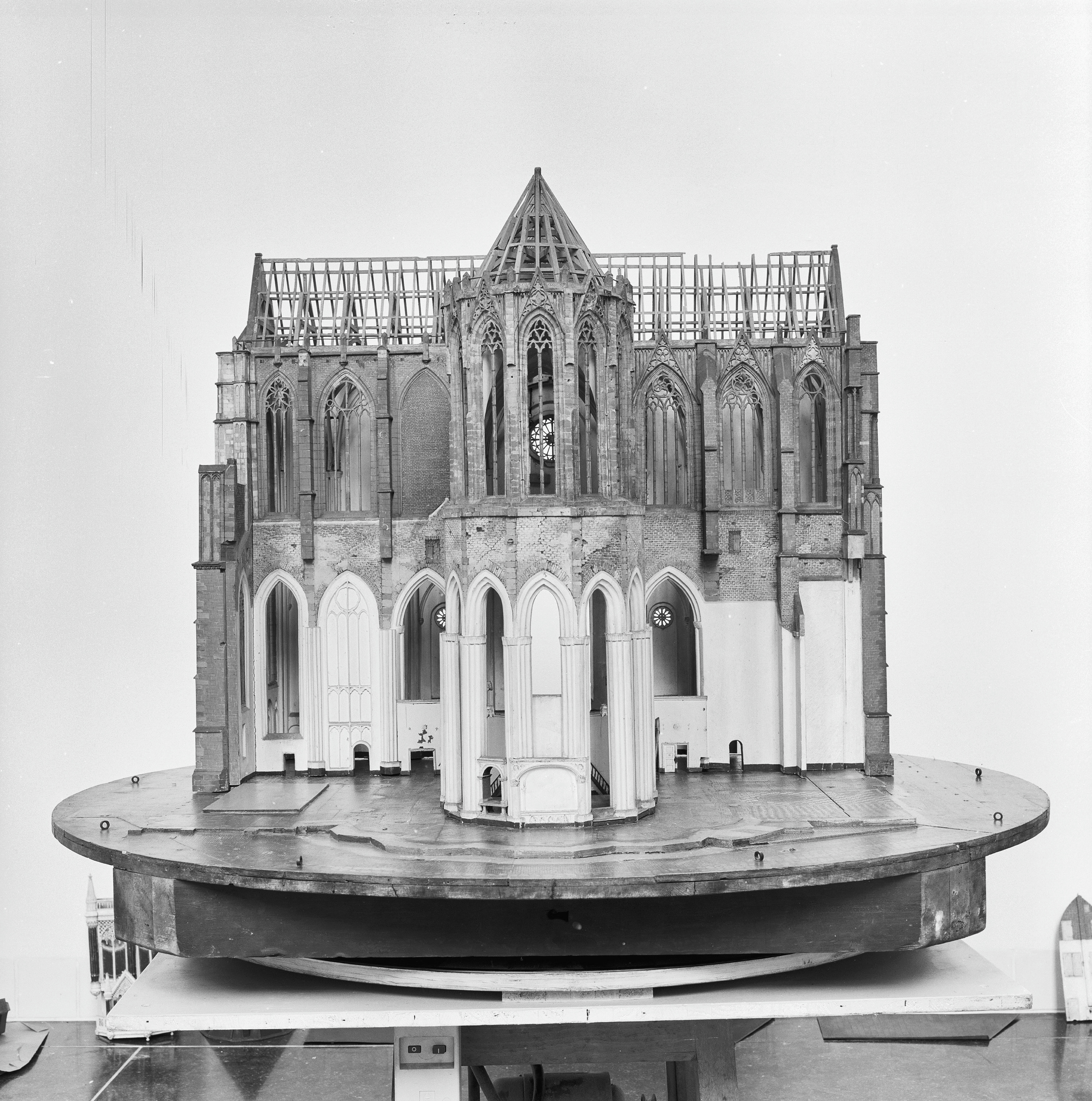
Maquette d'une église
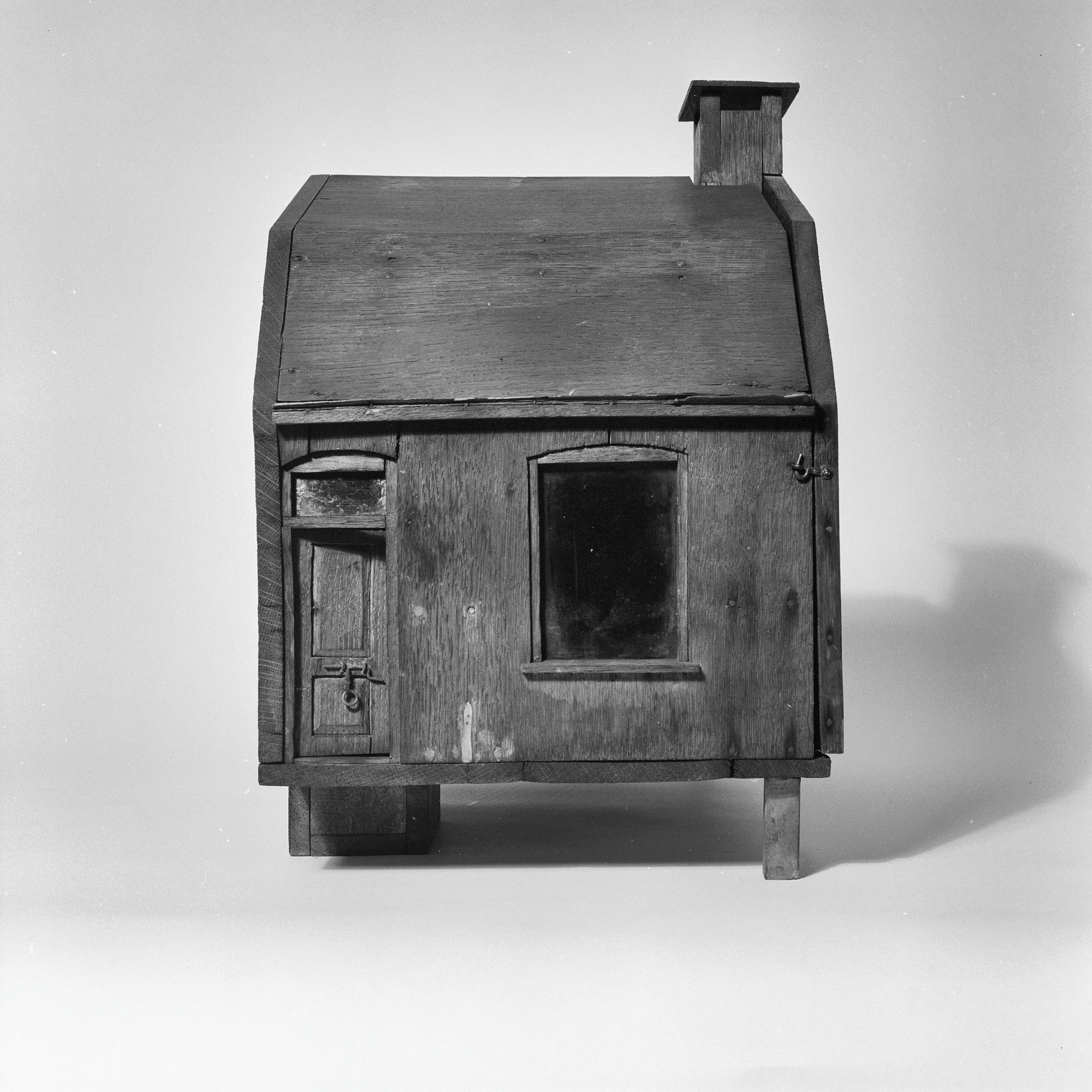
Maquette d'une maison de travailleur
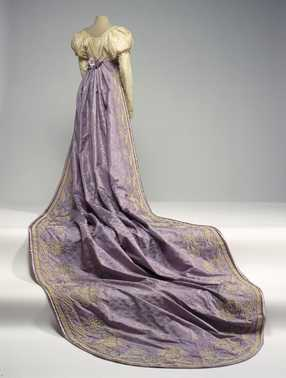
Manteau de cour, 1809